# Tom Nemeth
Tom Nemeth (Kanada, Ontario, St. Catharines, 1971. január 16.–) jégkorongozó.

## Karrier
Komolyabb junior karrierjét az OHL-es Cornwall Royalsban kezdte 1988-ban és 1992-ig játszott ebben a csapatban. Legjobb idényében 74 pontot szerzett. Az 1991-es NHL-drafton a Minnesota North Stars választotta ki a tizedik kör 206. helyén. Az NHL-ben sosem szerepelt. 1992-ben kezdte meg felnőtt pályafutását az ECHL-es Dayton Bombersben majd az IHL-es Kalamazoo Wingsbe került. A következő szezonban visszakerült a Dayton Bombersbe. 1994–1995-ben az ECHL-es South Carolina Stingraysben mindössze öt mérkőzést játszott mert felhívták az AHL-es Rochester Americansbe. Ebben a szezonban rollerhokival is foglalkozott. Az 1995–1996-os szezont kihagyta. 1996-98 között a Dayton Bombersben játszott majd még ebben a szezonban az IHL-es Fort Wayne Kometsbe és a Rochester Americansbe került. A következő idényben ismét Dayton Bombersben játszott de az IHL-es Cincinnati Cyclonesba is meghívást kapott. Az 1999–2000-es bajnoki idényben két mérkőzéssel a Cincinnati Cyclonesban kezdett, de visszaküldték a Dayton Bombersbe ahol aztán 1999–2003 között játszott. Legjobb szezonjában 77 pontot szerzett. 2003–2004-ben játszott az UHL-es Columbus Starsban és az ECHL-es Toledo Stormban. 2004–2005 volt az utolsó idénye a Fort Wayne Kometsben.

## Díjai
- ECHL az év védője: 1994, 2000, 2001
- ECHL Első All-Star Csapat: 1994, 2000, 2001
- ECHL Hírességek Csarnoka: 2008